# چاه هفتاد تومانی ۱
چاه هفتادتومانی ۱ یا عبدالحسین اسلاملو روستایی در دهستان گلستان بخش گلستان شهرستان سیرجان استان کرمان ایران است.

## جمعیت
بر پایه سرشماری عمومی نفوس و مسکن در سال ۱۳۹۵ جمعیت این مکان ۱۰۶ نفر (۳۳خانوار) بوده‌است.